# Lea Henry
Ludi „Lea” Henry, po mężu Manning (ur. 22 listopada 1961 w Colquitt) – amerykańska koszykarka, występująca na pozycji rozgrywającej, mistrzyni olimpijska, po zakończeniu kariery zawodniczej trenerka koszykarska.

## Osiągnięcia
Na podstawie, o ile nie zaznaczono inaczej.

### NCAA/AIAW
- Uczestniczka rozgrywek:
  - NCAA Final Four (1982)
  - Elite 8 turnieju NCAA (1982, 1983)
- Wicemistrzyni AIAW (1980, 1981)
- Uczestniczka AIAW Final Four (1980, 1981)
- Mistrzyni:
  - turnieju konferencji Southeastern (SEC – 1980)
  - sezonu zasadniczego konferencji Southeastern (1980)
- Zaliczona do:
  - I składu:
    - Kodak All-American (1979)
    - konferencji Southeastern (1983)

  - III składu Academic All-American (1983)

### Indywidualne
- Zaliczona do galerii sław:
  - zespołu Tennessee Lady Volunteer (wrzesień 2005)
  - sportu – Georgia Sports Hall of Fame (maj 2006)

### Reprezentacja
- Mistrzyni:
  - olimpijska (1984)[4]
  - uniwersjady (1983)
- Zdobywczyni Pucharu R. Williama Jonesa (1984)
- Wicemistrzyni:
  - uniwersjady (1981)
  - Pucharu R. Williama Jonesa (1982)
- Brązowa medalistka Pucharu R. Williama Jonesa (1982)

### Trenerskie
Drużynowe
- Mistrzyni:
  - sezonu regularnego konferencji:
    - SEC (1985)*
    - TAAC (1991, 1992, 2000)
    - A-Sun (2002, 2004)
    - dywizji A-Sun (2003)

  - turnieju konferencji:
    - SEC (1985)*
    - TAAC (2001)
    - A-Sun (2002, 2003)
- Wicemistrzyni turnieju konferencji TAAC (2000)

Indywidualne
- Trenerka roku:
  - NSWAC (1991)[5]
  - konferencji TAAC (1990, 1991)
  - Georgia Division I
- Zaliczona do:
  - Georgia Sports Hall of Fame (2006)
  - Georgia Lady Vol Hall of Fame (2005)

(*) – jako asystentka trenera